# クロルゾキサゾン
クロルゾキサゾン（英: chlorzoxazone）は、ベンゾオキサゾール系筋弛緩剤の1種であり、中枢神経系に作用することで筋弛緩をもたらす。

## 効能
主に錠剤の形で、肩こりや頸肩腕症候群に対して使用される。本成分を含有する商品には「スラックシン錠」（イセイ）や「コリホグス錠」（小林製薬）がある。中枢性の筋弛緩剤で、介在ニューロンに作用し多シナプス反射を抑制することによって筋肉の過度の緊張を和らげると考えられている。

## 副作用
発疹やめまい、眠気、胃部不快感が起こることがある。肝障害や腎障害を持つ患者への投与は慎重を要する。なお、めまいや眠気が出ることがあるため、例えば自動車運転や高所での作業など、めまいな眠気が致命的な事故に結び付く可能性のある行為をクロルゾキサゾン使用中には行うべきではない。